# 智香寺
智香寺（ちこうじ）は、東京都文京区にある浄土宗の寺院。

## 歴史
1644年（寛永7年）に開山された。徳川家康の生母於大の方を荼毘に付した場所に創建された。
元々は現在の竹早公園や文京区立第一中学校の場所に位置していたが、1945年（昭和20年）の東京大空襲と区画整理事業のため、1950年（昭和25年）に現在地に移転した。

## 智香寺学園
関連法人として、学校法人智香寺学園がある。智香寺学園は埼玉県深谷市に法人本部を置く学校法人であり、現在は埼玉工業大学や正智深谷高等学校を設置している。前身は「聖橋学園」であったが、経営が傾いたため、当時の智香寺住職が再建に乗り出して理事長に就任、「智香寺学園」と改称して経営を立て直した。
埼玉工業大学と正智深谷高等学校の校章が三つ葉葵なのは、智香寺の寺紋に由来している。それぞれ「仏教精神」（大学）、「宗祖法然上人の教え」（高校）を建学の精神としている。

両校校章のデザインに近い三つ葉葵。大学は篆書体の「大学」の文字が入り[4]、高校は「髙」の文字が入っている[5]。

## 寺宝等
- 阿弥陀如来像（本尊）
- 観音菩薩坐像
- 勢至菩薩坐像
- 地蔵菩薩立像

## 墓所
- 田村銀之助（新選組小姓）

## 交通アクセス
- 茗荷谷駅より徒歩9分（経路案内）。